# Demians
Pour les articles homonymes, voir Demians (homonymie).
Demians est un groupe de rock, originaire de Normandie, France. Demians est formé en 2007 par Nicolas Chapel.

## Biographie

### Débuts (2007–2009)
Le nom du groupe vient du roman de Hermann Hesse Demian, et le groupe tire ses inspirations de différents mouvements comme le rock alternatif, le post-rock, et se dit influencé par des artistes variés allant de Nick Drake à Jimi Hendrix, en passant par Radiohead ou Neil Young. Nicolas Chapel joue tous les instruments et interprète toutes les parties vocales sur les albums studio, mais la musique de Demians est interprétée sur scène par un groupe au complet. Tous les disques de Demians ont été auto-produits et enregistrés dans le home-studio de Chapel, dont l'endroit change d'album en album.
Le premier album studio de Demians, intitulé Building an Empire, parait le 19 mai 2008, auto-produit et diffusé sous licence par le label InsideOut Music, et reçoit des critiques positives,,,. Demians enchainera plus de 40 concerts dans toute l'Europe en compagnie de groupes comme Anathema et Porcupine Tree. Le groupe ne fait alors que très peu de dates en France, mais se produit en première partie d'artistes aussi variés que Jonathan Davis, Aviv Geffen, et le groupe Marillion avec lesquels ils effectuent une tournée française qui se termine par un concert à l'Olympia en février 2009.

### Muteet pause (2010-2014)
Le deuxième album studio du groupe, intitulé Mute, est publié le 28 juin 2010 en Europe, et le 10 août 2010 aux États-Unis, une nouvelle fois auto-produit et sorti sous licence par le label InsideOut nouvellement associé à Century Media, et distribué par EMI Music. Chapel y interprète une nouvelle fois tous les instruments et voix. Il fait également participer deux invités, Gaël Hallier le batteur live de Demians sur les titres Swing of the Airwaves et Hesitation Waltz, et Lepolair sur le titre Porcelain.
Musicalement très différent de son prédécesseur, l'album reçoit une nouvelle fois un excellent accueil de la critique et permet au groupe de toucher cette fois un public plus large. Demians ayant été jusque-là un trio, le guitariste Fred Mariolle intègre le groupe après la sortie de Mute comme guitariste.
Le groupe annonce sur sa page Facebook en mars 2013 qu'il est en pause à durée indéterminée depuis 2011, et qu'aucun nouvel album n'est en préparation. Ce n'est qu'au printemps 2014 que Nicolas Chapel annonce sur la page du groupe qu'il prépare un nouvel album qu'il souhaite sortir totalement en indépendant.

### Mercury(2014–2015)
Le 9 octobre 2014, Nicolas Chapel annonce sur le site officiel du groupe la sortie du nouvel album Mercury le 17 décembre en CD, vinyle et MP3, et que l'album serait exclusivement disponible sur le site internet du groupe,. Très bien reçu par les fans et par le presse (l'album est album du mois dans le numéro de décembre de Rock Hard magazine), le son de l'album va du rock alternatif (Mercury, White Chalk) au post-rock (Water and a Sigh, Spellbound Lily) et même au blues (Circles and Stars, Little Invisible). Chapel joue une nouvelle fois tous les instruments et le chant sur l'album, ainsi que la production, le mixage et le mastering.

### Battles(depuis 2016)
Le 19 octobre 2015, Nicolas Chapel annonce que le mixage du 4e album, intitulé Battles, a commencé. 5 jours plus tard, la pré-commande de l'album est annoncée pour le 12 novembre 2015 mais n'aura pas lieu. C'est en février 2016 que Nicolas Chapel donne des nouvelles de la sortie de Battles. Lors d'une longue note, l'unique membre du groupe avance des raisons personnelles sur lesquelles il ne s'étend pas. Il replace l'album dans le contexte des attentats de 2015, le "mauvais timing" pour le lancement de la précommande au moment de l'attentat du Bataclan et le titre d'ouverture de l'album Right by your side, inspiré par Cabu. Il parle aussi de cet album comme une ode à la musique des années 1990. Dans cette note, Nicolas Chapel annonce aussi que l'album sera un double album, Battles étant annoncé comme le premier disque, +Telex comme le second, les deux étant prévus pour être écoutables simultanément.
C'est le 8 septembre 2016 que Demians propose en écoute le titre d'ouverture de l'album Right by Your Side et annonce la pré-commande de l'album. Le 12 octobre 2016, Nicolas Chapel met en écoute le dernier titre de l'album Blossoms, un titre dédié à tous ceux qui ont supporté le groupe. Il donne plus de détails sur le principe de Battles et de +Telex : deux albums qui permettent de remettre ensemble toutes les influences qui ont guidé Nicolas Chapel depuis qu'il a commencé à créer de la musique dans les années 1990. Il finit la note en remerciant les fans de soutenir le dernier projet de Demians.
Le double album Battles +Telex est sorti finalement début 2017, en format numérique et CD.

## Discographie
- 2008 : Building an Empire
- 2010 : Mute
- 2014 : Mercury
- 2016 : Battles

## Membres

### Membre actuel
- Nicolas Chapel - chant, guitare, batterie, basse, piano

### Anciens membres live
- Antoine Pohu - basse
- Fred Mariolle - guitare
- Gaël Hallier - batterie